# 高取村 (愛知県)
高取村（たかとりむら）は、愛知県碧海郡にあった村。現在の高浜市の一部にあたる。

## 地理
境川河口の左岸、稗田川が沖積低地を形成する地に位置していた。

## 歴史
- 1889年（明治22年）10月1日、町村制の施行により、碧海郡高取村が単独で村制施行し、高取村が発足[1][2]。大字は編成せず[2]。西端村と1892年（明治25年）まで組合村を結成した[2]。
- 1906年（明治39年）5月1日、碧海郡高浜町、吉浜村と合併し、高浜町が存続して廃止された[1][2]。合併後、高浜町高取となる[2]。

### 地名の由来
古くは鷹鳥、鷹取、高鳥とも記され狩猟に関係するものか。

## 産業
- 農業、瓦[2]

## 教育
- 1901年（明治34年）高取小学校に高等科併置[2]。